# Njemačka
Njemačka (njem. Deutschland), službeno: Savezna Republika Njemačka (njem. Bundesrepublik Deutschland) je država u srednjoj Europi. Na sjeveru graniči sa Sjevernim morem, Danskom i Baltičkim morem, na istoku s Poljskom i Češkom, na jugu s Austrijom i Švicarskom, a na zapadu s Francuskom, Luksemburgom, Belgijom i Nizozemskom.
Njemačka je demokratska parlamentarna savezna država, koja se sastoji od 16 saveznih zemalja (njem. Bundesländer) od kojih su tri samostalni gradovi. Glavni grad je Berlin i u njemu su smješteni parlament (Bundestag) i vlada (Regierung). Ujedinjena je kao država za vrijeme Francusko-pruskog rata 1870./'71.
Njemačka je jedna od najrazvijenijih država svijeta i jedna od osnivačkih članica Europske unije. Članica je i Ujedinjenih naroda, NATO-a, skupine G4, G7 i G8. S približno 82 milijuna stanovnika, druga je europska zemlja po broju stanovnika, a najveća u EU-u, te ima najsnažnije europsko gospodarstvo. Nakon SAD-a, Njemačka je druga najpopularnija migracijska destinacija u svijetu.

## Povijest

### Rana povijest
O ranoj njemačkoj povijesti, zna se iz arheoloških nalazišta i zapisa o bitkama s Rimskim Carstvom. Germanska plemena širila su se iz Skandinavije prema jugu u 1. stoljeću pr. Kr. Sukobljavali su se s Rimljanima, o čemu je pisao Tacit u knjizi Germania. Oko 260. godine, germanska plemena, probila su rimsku granicu (lat. Limes Germanicus) i širili su se na području današnje Njemačke.

### Srednji vijek

#### Sveto Rimsko Carstvo
Prvi Reich – kroz veći dio svoje povijesti poznat kao Sveto Rimsko Carstvo – potekao je 843. godine iz podjele Karolinškoga Carstva (koje je 25. prosinca 800. utemeljio Karlo Veliki), točnije iz Istočne Franačke, nastale podjelom Franačkoga Carstva 843. godine. Prvi se Reich u raznim oblicima održao do 1806. godine, kada je propao u Napoleonskim ratovima.

### Novi vijek
Njemački redovnik, Martin Luther izvjesio je na vrata crkve u Wittenbergu, svojih 95 teza o indulgencijama, dogmama i uređenju Crkve, 1517., što je kasnije dovelo do Protestanske reformacije i odvajanja od Katoličke Crkve.
Od 1815. do 1871. godine Njemačka je bila rascjepkana u mnogo neovisnih država, od kojih je 39 država činilo Njemačku konfederaciju (Deutscher Bund).
Njemački jezik i pojam "njemački narod" stari su više od tisuću godina, ali država koja je danas poznata kao Njemačka ujedinila se kao moderna nacionalna država tek 1871., kad je utemeljeno Njemačko Carstvo, kojim je dominirala Pruska (Austrija je ostala zasebno multietničko carstvo još 50 godina). To je bio drugi njemački "Reich", što se obično prevodi kao "carstvo", ali znači i "kraljevstvo" odnosno "imperij". "Drugi Reich" je proglašen 18. siječnja 1871. u Versaillesu, a ukinut je 9. studenog 1918.
Nakon francuskih osvajanja u Napoleonskim ratovima, neprijateljstvo između dvije zemlje se nastavilo u Francusko-pruskom ratu iz 1871. (pobjeda Njemačke) i 1. svjetskom ratu (pobjeda Francuske).

### Suvremena povijest
Njemački je car morao odstupiti 1918. godine, a nakon gušenja Njemačke revolucije, umjesto Drugog Reicha nastupila je demokratska Weimarska Republika.
Zbog ratne naknade koju je Njemačka morala platiti nakon Versajskog mira, te zbog Velike ekonomske krize, njemačko je gospodarstvo krajem 1920-ih doživjelo kolaps.
Protudemokratske snage, kako ljevičarske tako i desničarske, imale su sve veću potporu. Na izvanrednim izborima u srpnju i studenom 1932. nacisti su osvojili 37,2% odnosno 33,0% glasova.

#### Nacistički režim
Adolf Hitler je 30. siječnja 1933. imenovan kancelarom, a zakonom iz 23. ožujka 1933. parlament je praktički ukinuo ustav Weimarske Republike. Tako je nastupio Treći Reich, kojim su vladali nacisti i koji je trajao 12 godina (1933. – 1945.).
Hitler je 1934. stekao apsolutnu vlast, jer je postao i predsjednik.
Hitlerova agresivna politika pripajanja susjednih zemalja, kako bi se za njemački narod osvojio "životni prostor" (Lebensraum) izazvala je 2. svjetski rat u Europi 1. rujna 1939. godine. Njemačka je u početku imala velike vojne uspjehe i osvojila glavninu europskog kopna, uključujući i znatan dio Sovjetskog Saveza. Ipak, pritisnuta s dvije strane Sovjetskim Savezom i SAD-om, Njemačka je počela gubiti rat.
Nakon Hitlerova samoubojstva, Njemačka je kapitulirala 8. svibnja 1945. godine. Poraz je doveo do velikih teritorijalnih gubitaka, 15 milijuna prognanika koji su se iselili na preostali teritorij i 45 godina podijeljene Njemačke. Rat je izazvao uništenje 80% svih njemačkih gradova s više od 100 000 stanovnika. Ipak, gospodarstvo se naglo oporavilo 1950-ih godina (tzv. Wirtschaftswunder ili „gospodarsko čudo”), a gradovi su postupno obnovljeni.

#### Hladni rat
Godine 1949. osnovane su dvije njemačke države: Savezna Republika Njemačka, koja je izvorno imala dvanaest saveznih država i Njemačka Demokratska Republika s pet saveznih država (umjesto kojih su 1952. uvedeni okruzi). Saarland se pridružila SR Njemačkoj 1957. godine. Tijekom 1960-ih duž cijele granice, preko 1000 km, izgrađen je sigurnosni kompleks sa svrhom sprečavanja ilegalnih prelazaka.
Dana 13. kolovoza 1961. podignut je Berlinski zid. Masovni protesti 1968. u SR Njemačkoj doveli su do novog uređenja, u kojem su se kao osnovne vrijednosti isticale demokracija, ljudska prava i anti-nacionalizam.
Kancelar Willy Brandt najviše je doprinjeo poslijeratnom pomirenju unutar i izvan Njemačke.
Poznat je njegov Kniefall, kada je u Auschwitzu pao na koljena pred spomenikom svih žrtava.

#### Ponovno ujedinjenje
Nakon što su u Europi pali komunistički režimi, Njemačka je ponovo ujedinjena 1990. godine, nakon pada Berlinskog zida.
Njemačka je bila, uz Island i Vatikan, prva europska zemlja koja je poduprla neovisnost Hrvatske (vidi: hrvatsko-njemački odnosi).
Zajedno s Francuskom, Njemačka danas ima vodeću ulogu u Europskoj uniji.

## Politika
Njemačka je ustavna savezna demokracija, čiji politički sustav se temelji na Grundgesetz für die Bundesrepublik Deutschland („Temeljni zakon za Saveznu Republiku Njemačku”) koji je donesen 1949. godine pod utjecajem zapadnih sila pobjednica. Njemačka ima parlamentarni sustav, na čelu Bundesregierung („Savezne vlade”) je Bundeskanzler („Savezni kancelar”) kojeg bira parlament te on imenuje savezne ministre.
Njemački parlament zove se Bundestag (Savezni parlament). Zastupnici za njega biraju se svake četiri godine na izborima. Sustav izbora je proporcionalni s pragom od 5% na razini cijele državi. Bundestag se sastoji od 598 ili više zastupnika od kojih se 299 bira s tzv. prvim glasom s liste osoba, a 299 sa stranačke liste tzv. drugim glasa. Cijeli izborni sustav je tako napravljen da u konačnici o broju zastupnika odlučuje tzv. drugi glas.
Zbog potrebnih povećavanja broja zastupnika je broj članova Bundestaga nakon izbora 2013. godine iznosio 630 zastupnika. Njemački parlament se prije zvao Reichstag („Carski parlament”) zbog čega se sama zgrada u kojoj se nalazi Bundestag i dalje zove Reichstag.
U Njemačkoj postoji još jedno zakonodavno tijelo Bundesrat („Savezno vijeće”) u kojega vlade 16 saveznih država Njemačke (Bundesländer) šalju, ovisno o broju stanovnika, svoje zastupnike. Zastupnici svake savezne države su dužni glasati jednoglasno, dakle nije moguće da od 6 zastupnika Bavarske 4 glasaju za i 2 protiv, već moraju svi glasati za ili svi protiv.  Kada se u Njemačkoj glasa o zakonu koji ne dira prava saveznih država dovoljno je da samo Bundestag izglasa zakon. Kada se glasa o zakonu koji dira prava saveznih država potrebno je da i Bundestag i Bundesrat izglasaju zakon.
Poglavar države je Bundespräsident („Savezni predsjednik“), čije se ovlasti uglavnom svode na ceremonijalne i predstavničke dužnosti. Njega bira Bundesversammlung (Savezna skupština). Bundesversammlung služi samo za izbor saveznog predsjednika i sastaje se u zgradi Bundestaga. Nju čine svi zastupnici Bundestaga plus jednako toliko zastupnika iz parlamenata saveznih država. Kako bi neki njemački zakon u konačnici postao važeći mora ga potpisati i savezni predsjednik koji to može odbiti ako smatra da bi taj zakon kršio temeljni pravni poredak ili temeljna prava građana.
U pogledu sudstva treba spomenuti Ustavni sud (Bundesverfassungsgericht), koji može poništiti bilo koji zakon ili administrativni dokument ako ga ocijeni neustavnim. Njegovo sjedište je u Karlsruheu.

## Zemljopis
Njemačka se nalazi u prirodnogeografskom središtu Europe, ali je zbog gospodarske razvijenosti, političkoj i ekonomskoj važnosti i pripadnosti Europskoj uniji pribrajamo Zapadnoj Europi.
Središnji položaj Njemačke u Europi prometno je vrlo važan, jer se preko nje spajaju istok i zapad Europe, te sjever i jug. Prometno je Njemačka u europskim okvirima gotovo nezaobilazna. Na svome sjeveru Njemačka izlazi na dva mora, Sjeverno i Baltičko more, koja su spojena umjetno prokopanim Kielskim kanalom. Sjeverno more vrlo je prometno pa se Hamburg razvio u jednu od najznačajnijih svjetskih luka. Žila kucavica njemačkog gospodarstva jest rijeka Rajna koja povezuje različite gospodarski razvijene europske regije, od Alpa do Sjevernog mora, a povezuje Švicarsku, Njemačku, Francusku i Nizozemsku. Najvećim dijelom teče kroz Njemačku.

### Reljef
Reljefno je Njemačka vrlo raznolika, a ističe se pet osnovnih reljefnih cjelina: Alpe i predalpski prostor, Schwarzwald, Njemačko sredogorje, Južno njemačko pobrđe i Sjeverna njemačka nizina.
Južnije od Dunava nalazi se predalpski prostor, koji je u doba pleistocenskih odledbi bio oblikovan djelovanjem ledenjaka, što su se spuštali niz padine Alpa i u podlozi izdubili brojna ledenjačka jezera. Zbog djelovanja ledenjaka nastale su brojne naslage pijeska i šljunka. Predalpski se prostor postupno izdiže prema jugu, gdje se nalaze Bavarske Alpe. Bavarske Alpe dio su najvećeg europskog planinskog lanca nastalog u doba alpske orogeneze u tercijaru. Zbog relativno mlađeg nastanka, Bavarske Alpe siromašne su rudnim bogatstvima, ali jačanjem turističkih kretanja ovaj se dio Njemačke zbog prirodnih ljepota i povoljnih uvjeta za razvoj skijaškog i planinarskog turizma posljednjih tridesetak godina posebno jače razvija.
Planinski sustav Schwarzwald nalazi se na jugozapadu Njemačke, a ime je dobio po vazdazelenim šumama jele i smreke. Planina je nastala za vrijeme hercinske orogeneze (Devon) pa je bogata rudama. Visine najviših vrhova ne prelaze 1500 m. U prošlosti se stanovništvo Schwarzwalda, zbog izoliranosti tijekom dugih zima, bavilo preciznim obrtima kao na primjer proizvodnjom satova.
Južno njemačko pobrđe uključuje relativno niske gorske nizove paleozojskog postanka, koji se pružaju oko jugozapada prema sjeveroistoku kao npr. Švapske Alpe ili Franačke Alpe. U dolinama rijeka povoljni su uvjeti za proizvodnju hrane.
Njemačko sredogorje nalazi se u središtu Njemačke. Nastalo je u vrijeme hercinske orogeneze pa su vrhovi zbog dugotrajnog zaravnavanja relativno niski i prekriveni šumama, a geološki stare stijene bogate su rudama. Na temelju tih rudnih bogatstava u 19. stoljeću započela je prva njemačka industrijska revolucija. Ovaj kraj se često naziva "prava Njemačka".
Sjeverna njemačka nizina najveća je reljefna cjelina Njemačke. Prostire se od Njemačkog sredogorja na jugu do obala Sjevernog i Baltičkog mora na sjeveru. Nizina je nastala u doba pleistocenskih odledbi, kada se ledeni pokrov nekoliko puta povlačio prema sjeveru (interglacijali) i ponovno je prekrivao (glacijali). Ledenjaci su svojim erozivnim djelovanjem zaravnili ovaj prostor, koji nigdje ne prelazi 90 metara nadmorske visine, ostavili velike naslage pijeska i šljunka te izdubili brojna jezera. Za ledenih doba eolskim su djelovanjem nastale naslage plodnog prapora ili lesa na južnim dijelovima Sjeverne njemačke nizine. Ti su prostori gusto naseljeni i iskorišteni za poljoprivrednu proizvodnju. Ledenjačko oblikovanje reljefa ove nizine prestalo je završetkom posljednje odledbe, prije otprilike 12 000 godina. Od tada se rijeke u slabo plodnu nizinu donosile naplavni materijal, a postepeno se šumski i travnati biljni pokrov. Dugotrajnim naseljavanjem i marljivim radom čovjek je uspio od slabo plodne pjeskovite nizine napraviti plodne površine. Uz neke niske obale Sjevernog i Baltičkog mora plima prodire u unutrašnjost i do desetak kilometara zbog čega nije moguće gospodarsko iskorištavanje pa su ponegdje izgrađeni polderi kao i u susjednoj Nizozemskoj. Rijeke koje se ovdje ulijevaju u more tvore široka riječna ušća, estuarije, povoljna za nastanak luka kao npr. Hamburg (Laba) i Bremen (Weser), koji su duboko uvučeni u kopno.

### Klima
U Njemačkoj prevladava umjereno topla vlažna klima, a na Alpama i planinska klima. Cijeli je prostor pod snažnim utjecajem Atlantskog oceana s kojeg stalni zapadni vjetrovi donose vlažan zrak tokom cijele godine. U istočnim dijelovina Njemačke izraženija je kontinentalnost pa je česta nestabilna vremenska situacija pod utjecajem sukoba kontinentalnih i maritimnih zračnih masa. Količina padalina kreće se između 700 mm u zavalama i dolinama do 1000 mm iznad 1000 m nad morem. Prosječna godišnja temperatura iznosi oko 8 °C. Pod utjecajem oceanskog zraka zime su blaže, nego što bi se očekivalo po geografskim širinama, a ljeta ipak svježija.

### Flora
Zbog dugotrajne naseljenosti, prirodni biljni pokrov u Njemačkoj je jako izmijenjen i danas je samo oko 29% prostora pokriveno šumom. Tipična biljna zajednica je bukova šuma, ali veliki problemi za biljni pokrov nastali su zbog ubrzanih procesa industrijalizacije i automobilizacije, koji su uzrokovali kisele kiše. U Njemačkoj se zbog velikih šteta uzrokovanih onečišćenjima posebna briga poklanja pošumljavanju i ekološkim problemima.

### Rijeke
U gospodarskom životu Njemačke vrlo važnu ulogu imaju najveće rijeke. Rajna je najznačajnija rijeka, koja teritorijom Njemačke protjeće i u dužini oko 700 km. Trebalo je više od sto godina intenzivnih radova, da se Rajnu učini plovnom na cijelom toku kroz Njemačku. Dunav spaja Njemačku sa zemljama srednje i jugoistočne Europe. Za potreba njemačkog, ali i europskog gospodarstva prokopan je spojni kanal koji povezuje rijeke Rajnu i Dunav. Rijeka Laba nalazi se periferno u odnosu na gospodarski najrazvijenjije dijelove Njemačke, ali je vrlo značajna za zemlje srednje Europe, koje nemaju izlaz na more.

## Savezne zemlje
Njemačka se dijeli na šesnaest saveznih zemalja (Bundesländer, jednina: Bundesland):
| Država                    | Glavni grad | Površina (km2) | Stanovništvo (2015.) | BDP (EUR) (2015.) | Nominal BDP po stanovniku (EUR) (2015.) |
| ------------------------- | ----------- | -------------- | -------------------- | ----------------- | --------------------------------------- |
| Baden-Württemberg         | Stuttgart   | 35.752         | 10.879.618           | 461.000.000.000   | 42.800                                  |
| Bavarska                  | München     | 70.549         | 12.843.514           | 550.000.000.000   | 43.100                                  |
| Berlin                    | Berlin      | 892            | 3.520.031            | 125.000.000.000   | 35.700                                  |
| Brandenburg               | Potsdam     | 29.477         | 2.484.826            | 66.000.000.000    | 26.500                                  |
| Bremen                    | Bremen      | 404            | 671.489              | 32.000.000.000    | 47.600                                  |
| Hamburg                   | Hamburg     | 755            | 1.787.408            | 110.000.000.000   | 61.800                                  |
| Hessen                    | Wiesbaden   | 21.115         | 6.176.172            | 264.000.000.000   | 43.100                                  |
| Mecklenburg-Vorpommern    | Schwerin    | 23.174         | 1.612.362            | 40.000.000.000    | 25.000                                  |
| Donja Saska               | Hannover    | 47.618         | 7.926.599            | 259.000.000.000   | 32.900                                  |
| Sjeverna Rajna-Vestfalija | Düsseldorf  | 34.043         | 17.865.516           | 646.000.000.000   | 36.500                                  |
| Porajnje-Falačka          | Mainz       | 19.847         | 4.052.803            | 132.000.000.000   | 32.800                                  |
| Saarland                  | Saarbrücken | 2.569          | 995.597              | 35.000.000.000    | 35,400                                  |
| Saska                     | Dresden     | 18.416         | 4.084.851            | 113.000.000.000   | 27.800                                  |
| Saska-Anhalt              | Magdeburg   | 20.445         | 2.245.470            | 57.000.000.000    | 25.200                                  |
| Schleswig-Holstein        | Kiel        | 15.763         | 2.858.714            | 86.000.000.000    | 31.200                                  |
| Tiringija                 | Erfurt      | 16.172         | 2.170.714            | 57.000.000.000    | 26.400                                  |
| Njemačka                  | Berlin      | 357.376        | 82.175.684           | 3.025.000.000.000 | 37.100                                  |

Osim toga, Njemačka ima 438 okruga (Kreise).

## Gospodarstvo
Njemačka je četvrta gospodarska sila na svijetu nakon SAD-a i Kine i Japana, te gospodarski najjača država Europe.
Ipak, kapitalističko gospodarstvo Njemačke sve se teže nosi sa zahtjevima socijalne države. Kruti ustroj koji zahtijeva velike socijalne doprinose iz plaće doveo je do akutnog problema nezaposlenosti, dok su njemački umirovljenici izborili socijalne primitke, koji nadmašuju doprinose od radnika. Moderniziranje 
gospodarstva u istočnom dijelu Njemačke i dalje je skup i dugoročan problem, na koji zapadne savezne države godišnje 
troše oko 100 milijarda dolara.
Nedavno usvajanje zajedničke europske valute i opća politička i ekonomska integracija u Europu trebali bi donijeti velike gospodarske promjene.

## Promet
Njemačka prometna mreža je suvremena, dobro razgranata i djelotvorna zahvaljujući stoljetnoj tradiciji i pogodnoj konfiguraciji tla bez velikih prirodnih prepreka. Cestovni sustav obuhvaća više od 220 000 kilometara (oko 11 000 km su autoceste); cestovna je mreža osobito gusta na zapadu, uz najurbaniziranija područja. Njemački željeznički sustav ima oko 40 000 km pruga; suvremen je i djelotvoran, osobito na zapadu. Frankfurtska zračna luka treća je u Europi poslije Londona i Pariza.Rijeke Rajna i Laba su okosnice riječne mreže.

## Stanovništvo
U Njemačkoj živi 82.175.684 stanovnika (31. prosinca 2015.). Nijemci čine najveći broj 89,6 % (cca 73 600 000). U Njemačkoj živi 7 289 149 (2015.) stranih državljana, a najveća skupina su Turci 1,83% (1.506.000) zatim slijede Poljaci (741.000), Talijani (596.000), Rumunji (453.000), Sirijci (366.000), Grci (340.000), Hrvati (297.895), Rusi (231.000), Srbi (230.000) i Bugari (227.000). Većinu stranih državljana čine izbjeglice, radnici (Gastarbeiter) i njihove obitelji. Njemačka je glavni cilj političkih i ekonomskih bjegunaca iz mnogih zemalja u razvoju.
Osim Nijemaca i stranih državljana u Njemačkoj žive 4 nacionalne manjine (nationale Minderheiten). Na sjeveru živi danska manjina s otprilike 50 000 pripadnika i to uglavnom u najsjevernijoj zemlji Schleswig-Holstein. Frizijci (60 000) žive na zapadnim obalama Schleswig-Holsteina i dijelom u Donjoj Saskoj. U saveznoj državi Brandenburg živi malobrojna slavenska manjina po imenu Lužički Srbi. U Njemačkoj od srednjeg vijeka žive i Romi kojih ima oko 70 000.
Pismenost iznosi 99%, a očekivani životni vijek je 78 godina (žene 81, muškarci 75). Prema dobnoj strukturi 14,7% spada u skupinu 0-14 godina, 67,3% u skupinu 15-64 godina i 18% u skupinu iznad 65 godina.
Njemačka je među prvim zemljama u svijetu po obrazovanju, tehnološkom razvitku i gospodarskoj proizvodnji. Od kraja 2. svjetskog rata, broj mladih koji upisuju fakultete porastao je više od tri puta, a zanatske i tehničke škole u Njemačkoj spadaju u sam svjetski vrh. S prihodima od 25 000 eura po glavi stanovnika, Njemačka je društvo srednje klase. Širokogrudan sustav socijalnog osiguranja omogućuje besplatno zdravstvo, naknade za nezaposlenost i ostale socijalne prednosti. Nijemci su veliki turisti - svake godine milijuni Nijemaca putuju u inozemstvo.

## Religija
Njemački ustav, Grundgesetz, jamči slobodu vjere i vjeroispovijesti, te kaže da se nitko ne smije diskriminirati zbog vjere.
Katoličanstvo je bilo glavna religija u Njemačkoj do 16. stoljeća, kad je reformacija drastično promijenila stanje. Martin Luther se 1517. suprotstavio Katoličkoj Crkvi i osnovao protestantizam. Danas većina protestanata u Njemačkoj spada u Njemačku evangeličku crkvu.
Najraširenija religija u Njemačkoj je kršćanstvo. Protestanti, odnosno Njemačka evangelička crkva, čine 31% populacije. Nalaze se na sjeveru i istoku zemlje. Katolici čine također 33% populacije, a smješteni su na jugu i zapadu zemlje. Oko 55 milijuna ljudi pripada kršćanskim denominacijama. Daljnjih 30% su oni koji se nisu izjasnili kao vjernici.
Preostalih 10% stanovništva čini oko 4% muslimana (3,3 milijuna), a većinom su turskog podrijetla, oko 900 000 ljudi (1,5%) pripada pravoslavnim zajednicama (većinom Srbi i Grci), milijun ostalih kršćana, milijun članova zajednica s posebnim statusom, milijun članova novih religioznih pokreta, milijun članova duhovnih zajednica, 150 000 Židova, 150 000 budista i 100 000 hinduista.

## Kultura i znanost
Njemačka je mnogo doprinijela svjetskoj kulturi. Poznati njemački skladatelji su 
- Georg Friedrich Händel
- Carl Orff
- Carl Maria von Weber
- Jacques Offenbach
- Karlheinz Stockhausen
- Schumann
- Mendelssohn
- Beethoven
- Bach
- Brahms
- Wagner

književnici 
- Goethe
- Hoffmann
- Heine
- Mann
- Brecht
- Schiller
- braća Grimm

umjetnici
- Dürer
- Ernst
- Beuys
- Baselitz
- Lucas Cranach Stariji
- Caspar David Friedrich

filozofi
- Max Weber
- Engels
- Kant
- Hegel
- Marx
- Nietzsche
- Johann Gottfried Herder
- Martin Heidegger
- Arthur Schopenhauer

matematičari 
- Carl Friedrich Gauss
- Bernhard Riemann
- Gottfried Leibniz

znanstvenici 
- Georg Simeon Ohm
- Robert Wilhelm Bunsen
- Robert Koch
- Wilhelm Conrad Röntgen
- Gustav Robert Kirchhoff
- Wilhelm Eduard Weber
- Einstein
- Otto Hahn
- Hertz
- Alexander von Humboldt
- Born
- Johannes Kepler
- Planck
- Werner Heisenberg
- Rudolf Virchow

izumitelji 
- Benz
- Otto
- Diesel
- Johannes Gutenberg
- Ferdinand von Zeppelin
- Daimler
- Hans von Ohain[10]

Nobelovu nagradu dobilo je 87 Nijemaca. Wilhelm Conrad Röntgen otkrio je x-zrake (rentgenske zrake) i prvi je dobitnik Nobelove nagrade za fiziku 1901.
Njemački jezik, koji ima mnogo dijalekata, u 19. stoljeću je bio lingua franca srednje, istočne i sjeverne Europe, a i danas se uči diljem svijeta kao jedan od najvažnijih jezika. Mnogi velikani nisu bili Nijemci, ali su djelovali u ozračju njemačke kulture, npr. Mozart, Kafka i Nikola Kopernik.
Odnedavno se Njemačka vratila na svjetsku kulturnu scenu u velikom stilu, s preporođenim Berlinom (Berlinski filmski festival), te novom glazbom i umjetnošću.
Između ostaloga, u filmu i književnosti postoji jak trend, da se obrađuju teme vezane uz njemačko ujedinjenje.

## Sport
Sport je sastavni dio života Nijemaca. Članovi sportskih klubova su 27 milijuna Nijemaca, a još 12 milijuna se induvidualno bavi sportskim aktivnostima. Nogomet je najpopularniji sport. Njemački nogometni savez je najmasovniji svjetski nogometni savez sa 6.3 milijuna službenih članova. Bundesliga je drugo najgledanije profesionalno sportsko natjecanje na svijetu. Njemačka nogometna reprezentacija osvajala je Svjetsko nogometno prvenstvo 1954., 1974., 1990. i 2014. te Europsko nogometno prvenstvo 1972., 1980. i 1996. Njemački sportaši su treći po broju osvojenih medalja na svim Olimpijskim igrama. Bili su domaćini Ljetnih olimpijskih igara u Berlinu 1936. i u  Münchenu 1972. te Zimskih olimpijskih igri u Garmisch-Partenkirchenu 1936.

## Praznici (neradni dani)
Osim državnih praznika, svaka savezna država određuje svoje praznike (gesetzliche Feiertage).
| datum         | hrvatski naziv           | lokalni naziv             | napomene |
| ------------- | ------------------------ | ------------------------- | --- |
| 1. siječnja   | Nova godina              | Neujahr                   | |
| 6. siječnja   | Sveta tri kralja         | Hl. Drei Könige           | Bavarska, Baden-Württemberg, Saska-Anhalt                                                                                    |
| klizni datum  | Veliki petak             | Karfreitag                | |
| klizni datum  | Uskrsni ponedjeljak      | Ostermontag               | |
| 1. svibnja    | Praznik rada             | Tag der Arbeit            | |
| klizni datum  | Uznesenje Kristovo       | Christi Himmelfahrt       | |
| klizni datum  | Duhovi                   | Pfingstmontag             | |
| klizni datum  | Tijelovo                 | Fronleichnam              | Bavarska, Baden-Württemberg, Hessen, Sjeverna Rajna-Vestfalija, Porajnje-Falačka, Saarland i neke zajednice Saske i Tirinška |
| 15. kolovoza  | Velika Gospa             | Mariä Himmelfahrt         | zajednice Saarlanda i Bavarske s većinskim katoličkim stanovništvom                                                          |
| 3. listopada  | Dan ujedinjenja Njemačke | Tag der Deutschen Einheit | praznik od 1990. godine |
| 31. listopada | Dan reformacije          | Reformationstag           | Mecklenburg-Zapadno Pomorje i Brandenburg                                                                                    |
| 1. studenog   | Svi sveti                | Allerheiligen             | Bavarska, Baden-Württemberg, Sjeverna Rajna-Vestfalija, Porajnje-Falačka, Saarland                                           |
| klizni datum  | Dan pokore               | Buß- und Bettag           | samo Saska |
| 25. prosinca  | Božić                    | 1. Weihnachtsfeiertag     | |
| 26. prosinca  | Sveti Stjepan            | 2. Weihnachtsfeiertag     | |

Jedini grad u Njemačkoj sa svojim posebnim praznikom jest Augsburg, koji 8. kolovoza slavi Friedensfest ("Praznik mira").

## Vanjske poveznice
- www.deutschland.de - multimedijalni višejezični portal o Njemačkoj
- Statistikportal.de - Službeni statistički podaci
- Bundesregierung Deutschland  Arhivirana inačica izvorne stranice od 25. siječnja 2005. (Wayback Machine) - Službena stranica savezne vlade
- Bundespräsident  Arhivirana inačica izvorne stranice od 8. lipnja 2004. (Wayback Machine) - Službena stranica predsjednika Njemačke
- Bundestag - Službena stranica njemačkog parlamenta
- Urbani sistem Njemačke prije i poslije ujedinjenja  Arhivirana inačica izvorne stranice od 11. studenoga 2011. (Wayback Machine)
- Dokada razlike unutar Njemačke?  Arhivirana inačica izvorne stranice od 15. prosinca 2005. (Wayback Machine)

| Portal:Europa | Portal:Europa |

| Portal:Njemačka | Portal Njemačka |

### Ostali projekti
|  | Zajednički poslužitelj ima stranicu o temi Njemačka    |
|  | Zajednički poslužitelj ima još gradiva o temi Njemačka |
|  | Zajednički poslužitelj sadrži atlas Njemačke           |